# Flughafen Batticaloa

i8
i11
i13
Der Flughafen Batticaloa (Tamil யாழ்ப்பாணம் சர்வதேச விமான நிலையம், singhalesisch යාපනය ජාත්‍යන්තර ගුවන්තොටුපළ, englisch Batticaloa International Airport, IATA-Code: BTC, ICAO-Code: VCCB) ist ein internationaler Flughafen im Osten Sri Lankas. Der Flughafen wird auch militärisch durch die sri-lankischen Luftstreitkräfte unter der Bezeichnung Sri Lanka Air Force (SLAF) Batticaloa genutzt.

## Geschichte
Der Flughafen wurde am 17. November 1958 als Inlandsflughafen unter der Regie der damaligen Abteilung für Zivilluftfahrt (Department of Civil Aviation) eröffnet. Ab etwa dem Jahr 1968 bot Air Ceylon, der Flag Carrier des Landes regelmäßige Flugverbindungen von Ratmalana über Ampara nach Batticaloa an, die auf rege Nachfrage stießen. Nach dem Bankrott von Air Ceylon und der Einstellung der Flugverbindungen am 31. August 1979 hörte der Flugbetrieb in Batticaloa ganz auf. Beim Ausbruch des Bürgerkrieges in Sri Lanka übernahm am 27. März 1983 die sri-lankische Luftwaffe die Regie des Flughafens. Das Militär requirierte mit der Begründung, dass der Flughafen ausgebaut werden solle, zusätzliches Land um den Flughafen, und ließ etwa 300 Familien deswegen umsiedeln. Der Streit um adäquate Entschädigungen der Zwangsumgesiedelten zog sich über mehrere Jahrzehnte hin.
Bis zum Jahr 2012 wurden jedoch keine grundlegenden Ausbau- oder Renovierungsmaßnahmen am Flughafen vorgenommen, weswegen dieser zunehmend dem Verfall preisgegeben war. Anlässlich der Hundert-Jahr-Feier der Luftfahrt in Sri Lanka beschloss die sri-lankische Regierung im Jahr 2012 eine grundlegende Renovierung des Flughafens. Am 3. September 2012 wurde durch Präsident Mahinda Rajapaksa der Grundstein für ein neues Flughafenterminalgebäude gelegt. Die Planungen sahen auch eine Reparatur der Flughafenbefeuerung und die Konstruktion eines Vorfelds vor. Der renovierte Flughafen wurde am 10. Juli 2016 durch Präsident Maithripala Sirisena für eröffnet erklärt, jedoch konnte zunächst kein ziviler Flugbetrieb aufgenommen werden, da einige Regularien und Voraussetzungen dafür noch nicht erfüllt waren. Die Regie des Flughafens wurde am 31. Mai 2016 der Zivilluftfahrtbehörde Sri Lankas, der Civil Aviation Authority (CAA) übertragen. Am 25. März 2018 begann wieder der zivile Flugverkehr mit regelmäßigen Linienflügen von Cinnamon Air.
Am 3. Oktober 2019 gab das sri-lankische Transportministerium bekannt, dass die drei Flughäfen von Batticaloa, Jaffna und Ratmalana künftig als internationale Flughäfen bezeichnet werden sollten. Im Oktober 2019 kündigte die indische Alliance Air die baldige Aufnahme von Flugverbindungen zwischen Batticaloa und mehreren südindischen Flughäfen an.

## Lage und Ausstattung
Der Flughafen liegt vor der Ostküste Sri Lankas auf der langgestreckten Insel Thimilathiu in einer Lagune, etwa 1,7 Kilometer südwestlich von der Stadt Batticaloa entfernt. Die mittlere Höhe über dem Meeresspiegel beträgt nur 3 Meter. Der Flughafen hat eine Start- und Landebahn mit Asphaltbelag, den Ausmaßen 1066 × 46 Meter und der Orientierung 0600/2400. Die Insellage des Flughafens limitiert dessen Ausbaumöglichkeiten, beispielhaft die der Start- und Landebahn auf maximal 1560 Meter. Das Flughafengelände weist eine Gesamtfläche von 145,2 Hektar auf, wovon ein abgezäunter Bereich von 75,9 ha weiterhin für die sri-lankische Luftwaffe reserviert ist.
Die Luftlinie zwischen dem Flughafen Batticaloa und den Flughäfen Katunayake (Bandaranaike International Airport) bzw. Ratmalana beträgt 206 km bzw. 220 km.